# Castello Doria (Angri)
Das Castello Doria ist eine mittelalterliche Burg im Ortszentrum von Angri in der italienischen Region Kampanien. Sie liegt an der Piazza Doria, 1. Die Burg gehörte der Familie Doria, die im 17. Jahrhundert das Lehen Angri für die bemerkenswerte Summe von 40.100 Dukaten gekauft hatte. 1908 verkaufte die Familie die Burg, einschließlich der Villa, für 90.000 Lire an die Gemeindeverwaltung.

## Geschichte

### Der Bau des Castello Doria
1290 verlehnte König Karl II. von Neapel diese Festung an Pietro de Baheriis. Während des Kampfes um die Thronfolge von Neapel mit dem Haus Aragón wurde die Festung mehrmals belagert, darunter auch von Forte Braccio da Montone, der den Turm der Festung niederbrannte. Der große Turm, der Mastio genannt wird, ist der älteste Teil, was man an dem Baumaterial (weicher und harter Tuffstein, Terrakottascherben, Feuerstein und Sarnide) und der imposanten, hohen und breiten, kreisrunden Form erkennt; er stammt vermutlich aus altrömischer Zeit. Später im 16. Jahrhundert, ließ Marcantonio Doria die Burg restaurieren und in einen Adelssitz umbauen. Sie wurde von den potenten Gebäuden mittelalterlichen Aussehens befreit, an die Höhe des großen Turms angepasst und mit einem schönen Park umgeben, in dem es üppige Blumenbeete und Jahrhunderte alte Bäume gibt. Der Eingang zeigt klassizistische Verzierungen und in der Mitte befindet sich ein kleiner, künstlicher Hügel, in dem es eine Grotte gibt.

### Die Burg wurde unter der AdelsfamilieDoriamodernisiert
Die Burg und Festung wurde im Auftrag des Herzogs Marcantonio Doria vom Architekten Antonio Francesconi umfangreich umgebaut und modernisiert.

### Die Burg wurde Sitz der Gemeindeverwaltung von Angri
1908 kaufte der Bürgermeister von Angri, Antonio Adinolfi, die Burg und nutzte sie als Rathaus und Stadtgefängnis. Der Park wurde zur Villa comunale; der Hof, der von den Bauern genutzt wurde, um dort nach der Ernte das Getreide zu lagern, wurde später zum Bau eines Kriegerdenkmals zur Verfügung gestellt.

### Strukturelle Schäden durch das Erdbeben von 1980
Das Erdbeben am 23. November 1980 sorgte dafür, dass die Burg nicht mehr betreten werden durfte, und vier Jahre später, nach der Restaurierung, wurde sie wieder als Rathaus genutzt.

### Restaurierung der Burg
Das Castello Doria wurde von Anfang 2018 bis in die erste Hälfte des Jahres 2022 vollständig umgebaut.

### Die neue Funktion als Stadtmuseum
Derzeit gibt es ein neues Projekt, das den Umbau des Gebäudes zu einem öffentlich zugänglichen Museum zum Inhalt hat.

## Beschreibung
Die von einem Graben umgebene Burg ist in drei Teile mit zwei Türmen, einem Eingangshof und einer großen Treppe im Stil des 18. Jahrhunderts geteilt. Es gibt eine Fassade mit einem Rundturm, der mit Zinnen versehen ist. Vom Kreuzgang aus gelangt man in den Castri-Saal, in den Burgsaal des Signore della Terra und zu den Räumlichkeiten des Burgherrn, des Burgwächters und den Kerkern. Der Kreuzgang wurde zu einem grandiosen Atrium umgebaut, an das ein Eisengittertor mit dem Adler der Dorias anschließt. Aus dem Atrium gelangt man über eine Treppe, die sich wie die Flügel eines Falken öffnet, in den großen Turm und zum Obergeschoss der Burg. Der Palast der Dorias wurde im 18. Jahrhundert vom Architekten Francesconi projektiert.